# The Cincinnati Enquirer

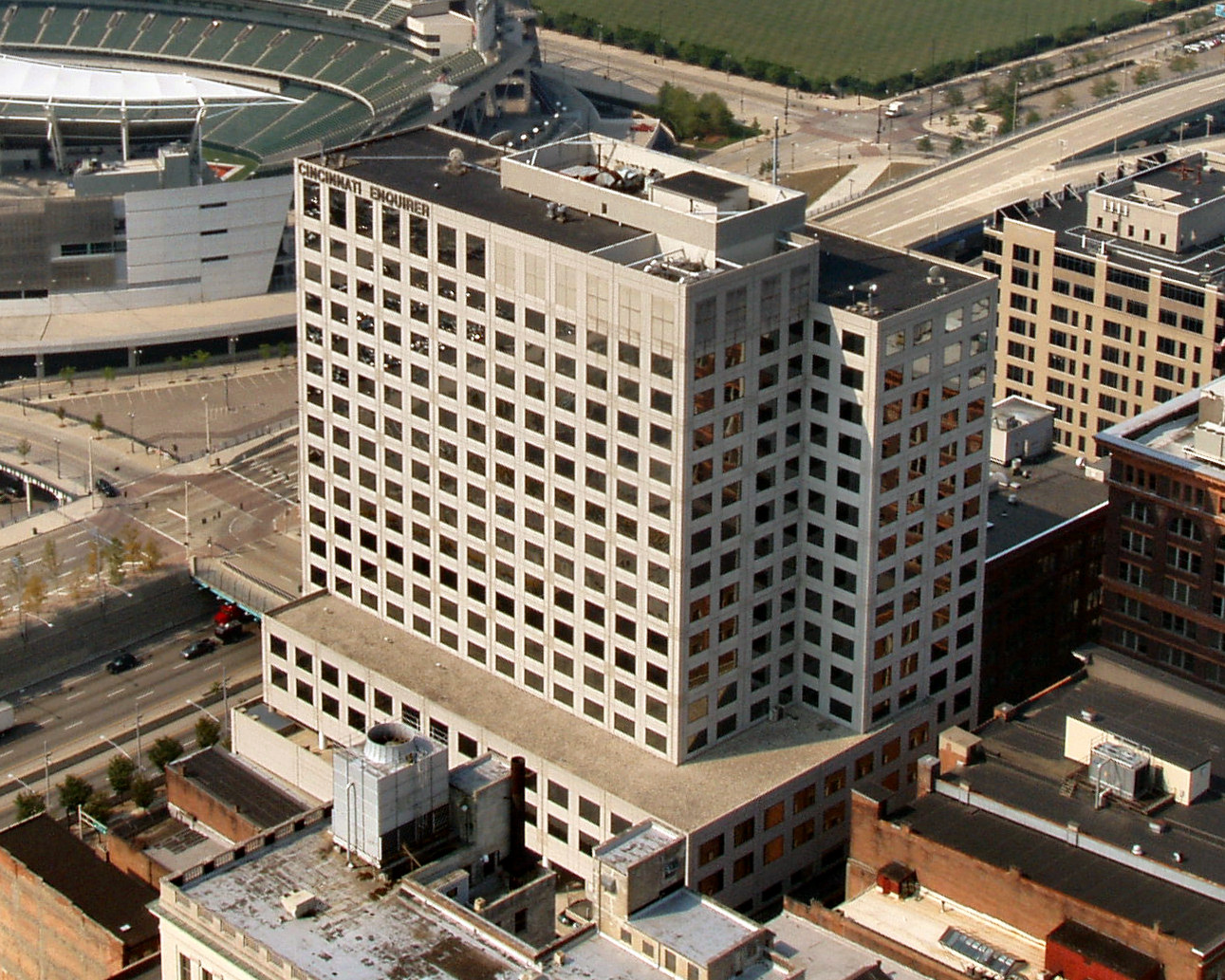
Tòa soạn báo The Cincinnati Enquirer trên Đường Elm, Cincinnati, Ohio

The Cincinnati Enquirer hay Vấn báo Cincinnati là nhật báo buổi sáng được xuất bản tại Cincinnati, là tờ lớn hơn trong số hai nhật báo của thành phố này. Chủ sở hữu của tờ báo này là Công ty Gannett, và tờ báo có thỏa thuận vận hành chung (joint operating agreement, JOA) với nhật báo buổi chiều, The Cincinnati Post, theo đó tờ Enquirer chịu trách nhiệm về các chức năng thương mại của cả hai tờ báo. Công ty cha của Enquirer là Gannett Co. Inc. đã thông báo cho E.W. Scripps Co., nhà xuất bản của The Post là mình không có ý định ký lại JOA này vào năm 2008, điều đó có nghĩa là The Enquirer sẽ trở thành nhật báo duy nhất của thành phố. The Enquirer có tổng số phát hành khoảng 190.000–211.000 bản từ thứ hai tới thứ bảy và khoảng 293.000 bản vào ngày chủ nhật.